# Gastón Bueno
Gastón Bueno, vollständiger Name Gastón Matías Bueno Sciutto, (* 2. Februar 1985 in Montevideo) ist ein uruguayischer Fußballspieler.

## Karriere

### Vereinsstationen
Der 1,83 Meter große Abwehrspieler begann seine Profilaufbahn 2005 bei Defensor Sporting. In den Jahren 2005 und 2006 spielte er dann in Italien bei SS Sambenedettese. Ab 2007 stand er im Kader Juventuds. Bueno absolvierte mindestens seit der Clausura 2008 bis einschließlich der Clausura 2009 26 Erstligaspiele bei dem Verein aus Las Piedras und erzielte in diesem Zeitraum ein Tor. Von 2009 bis 2010 folgte eine Zwischenstation bei Progreso. In der Saison 2010/11 spielte er bei Central Español. 28 Einsätze und zwei Tore stehen dort in der Primera División für ihn zu Buche. Die Spielzeiten 2011/12 und 2012/13 verbrachte er in Reihen Danubios. 27 lief er in der höchsten Spielklasse auf und schoss ein Tor für die Montevideaner. Lediglich vier bzw. zwei Spiele davon bestritt er allerdings in den letzten beiden Halbserien. Zur Saison 2013/14 wechselte er innerhalb der Stadt zu den Montevideo Wanderers. Dort kam er in der Spielzeit 2013/14 in 30 Erstligapartien (ein Tor) und zwei Spielen der Copa Sudamericana 2013 zum Zug. In der Saison 2014/15 wurde er in 25 Erstligaspielen (ein Tor) und sieben Begegnungen (kein Tor) der Copa Libertadores 2015 eingesetzt. Für die Spielzeit 2015/16 stehen 27 torlose Ligaeinsätze und für ihn zu Buche. Zudem kam er dreimal (kein Tor) in der Copa Sudamericana 2016 zum Einsatz. In der Saison 2016 lief er in 13 Ligaspielen (kein Tor) auf. Während der laufenden Spielzeit 2017 wurde er bislang (Stand: 7. August 2017) 19-mal (kein Tor) in der Liga eingesetzt.

### Erfolge
- Clausura 2014 (Primera División, Uruguay)